# شبكة السكك الحديدية البريطانية
شبكة السكك الحديدية البريطانية المحدودة (بالإنجليزية: Network Rail)‏ هي المالك (من خلال شركتها الفرعية شبكة البنية التحتية للسكك الحديدية المحدودة، والتي كانت تُعرف باسم ريلتراك بي أل سي قبل عام 2002) ومديرة البنية التحتية لمعظم شبكات السكك الحديدية في بريطانيا العظمى . شبكة السكك الحديدية هي هيئة عامة "مستقلة" تابعة لوزارة النقل البريطانية بدون مساهمين، وهي تعيد استثمار دخلها في السكك الحديدية.
العملاء الرئيسيون لشركة شبكة السكك الحديدية هم شركات تشغيل القطارات الخاصة (TOCs)، المسؤولة عن نقل الركاب، وشركات تشغيل الشحن (FOCs)، التي تقدم خدمات القطارات على البنية التحتية التي تمتلكها الشركة وتحافظ عليها. منذ 1 سبتمبر 2014، تم تصنيف شبكة السكك الحديدية على أنها "هيئة قطاع عام".
للتعامل مع أعداد الركاب المتزايدة بسرعة ( اعتبارًا من 2021 ) نفذت شبكة السكك الحديدية برنامجًا بقيمة 38 مليار جنيه إسترليني لترقية الشبكة، بما في ذلك كروس ريل وكهرباء الخطوط وتحديث برنامج تيمزلينك.
في مايو 2021، أعلنت الحكومة عن نيتها استبدال شبكة السكك الحديدية في عام 2023 بهيئة عامة جديدة تسمى السكك الحديدية البريطانية العظمى. في عام 2022 أُعلن أن شركة "السكك الحديدية البريطانية العظمى" لن تحل محل "شبكة السكك الحديدية" حتى عام 2024.

## روابط خارجية
- الموقع الرسمي